# オーシャンライナー

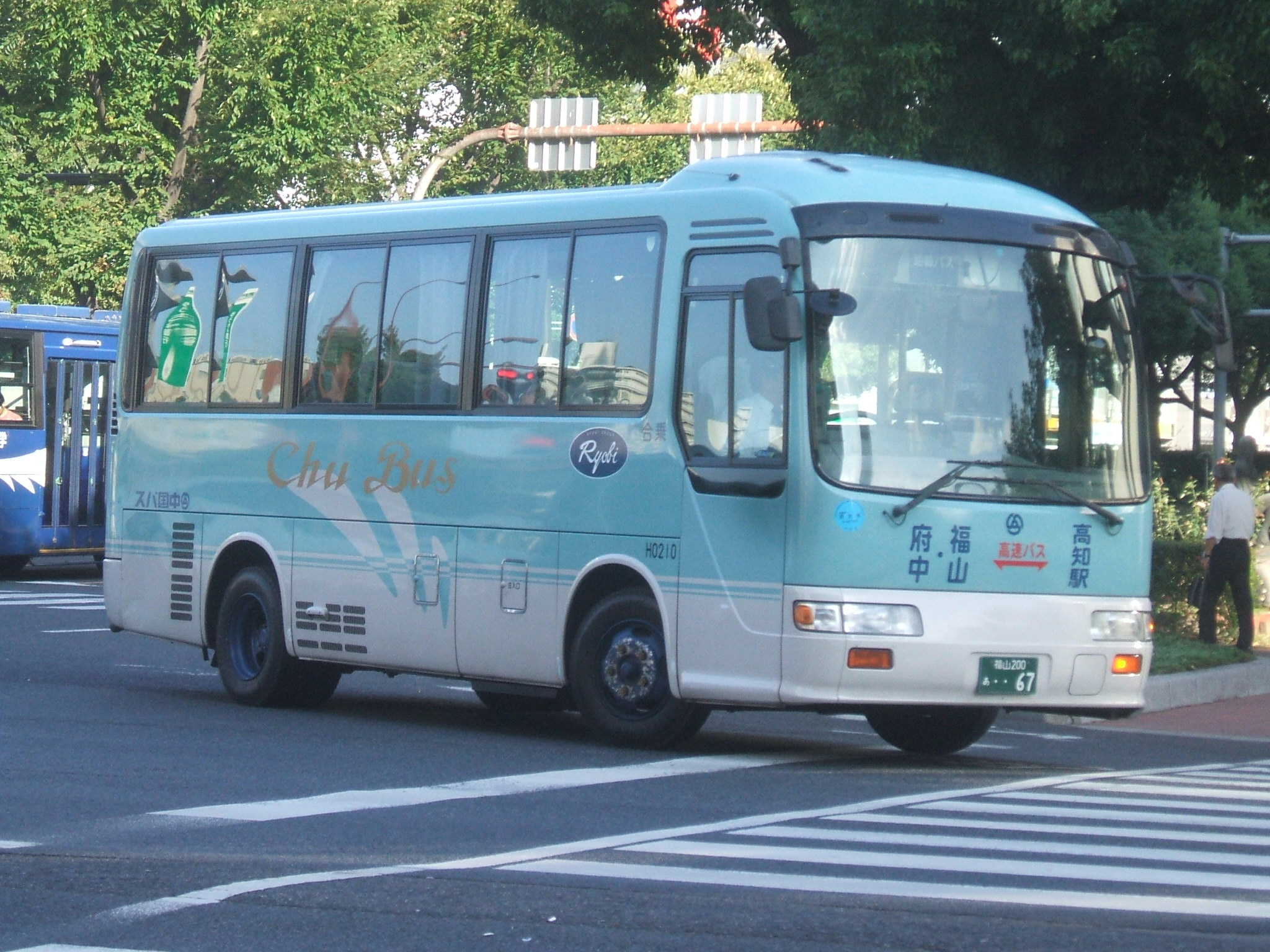
オーシャンライナー（福山郵便局交差点で撮影）

オーシャンライナーはかつて広島県府中市・福山市と高知県高知市を結んでいた高速バス路線である。基本的に全便マイクロバス（日野・リエッセ）で運行される珍しい路線であった。予約制で、席は自由席。

## 歴史
- 2000年10月21日 - 運行開始[1]。
- 2006年6月21日 - 南国IC - 国道32号経由を高知IC - 高知県道44号高知北環状線経由に変更。これに伴い、南国、中野団地北口、知寄町二丁目の各停留所を廃止。また、内港バスセンターへの乗り入れを中止し、最寄りの新橋（国道2号）に代替停車。
- 2006年12月22日 - 旧・中国バスの事業廃止により、同社担当便を新・中国バス（両備バスの100%子会社）に移管。
- 2008年10月1日 - 福山駅前 - 府中営業所間が双方向乗車可能になる。
- 2015年12月13日 - この日の運行を以て終了[2]。

## 運行会社
- 中国バス
  - 府中営業所が1往復を担当。

- 高知での予約・発券業務は路線免許上は共同運行事業者となっているとさでん交通が担当。

## 停車停留所
- 主要停留所のみ掲載。

中国バス府中営業所（目崎車庫） - 平成大学（平成車庫） - ＜福山駅前 - 広尾＞ - ＜はりまや橋 - 高知駅＞
- クローズドドアシステムを採用しているため＜停留所 - 停留所＞でくくった中は高知行きでは福山側は乗車のみ、高知側は下車のみ。福山行きでは高知側は乗車のみ、福山側は下車のみ可能である。ただし、中国バス府中営業所 - 福山駅間の各停留所では相互の乗降も可能。

## 運行経路
府中市内 - 国道486号 - 広島県道391号加茂福山線 - 国道313号 - 福山市内 - 国道2号 - 国道182号 - 福山東IC - 山陽自動車道 - 瀬戸中央自動車道 - 高松自動車道 - 高知自動車道 - 高知IC - 高知県道44号高知北環状線 - 国道32号 - 高知市内

## 運行回数
- 昼行1往復

## 車内設備
- 3列シート（進行方向に向かって左側1列と右側2列）

## 車両
- 基本的に全便マイクロバス（日野・リエッセ）で運行されるため、トイレはない。途中のパーキングエリアで休憩を取る。多客期には大型車で運行されるがトイレの無い場合がある。